# Sandra Schumacher
Sandra Schumacher (Keulen, 25 december 1966) is een Duits voormalig wielrenner.
Zij vertegenwoordigde West-Duitsland in Los Angeles op de Olympische Zomerspelen 1984. Daar won ze de bronzen medaille in de wegwedstrijd voor vrouwen, achter Connie Carpenter-Phinney (goud) en Rebecca Twigg (zilver).
In het jaar daarna, 1985, werd zij derde op het wereldkampioenschap op de weg in Giavera del Montello in Italië. In de jaren daarna was het sportief gezien rustig om haar heen. In 1993 werd zij eerste in de Tour de Feminin - Krásná Lípa in Tsjechië. In 1995 plaatste ze zich met een derde plaats in het algemeen klassement van de Ronde van Thüringen voor vrouwen.
Vier keer was ze Duits kampioene op de weg, twee keer bij de junioren (1982 en 1983) en twee keer bij de elite vrouwen (1984 en 1985).